# Lappula caespitosa
Lappula caespitosa là loài thực vật có hoa trong họ Mồ hôi. Loài này được Ching J. Wang mô tả khoa học đầu tiên năm 1980.